# Christian Mølvig
Christian Mølvig (ur. 13 lutego 1979 w Sorø) – duński wioślarz.

## Osiągnięcia
- Mistrzostwa Świata Juniorów – Glasgow 1996 – czwórka bez sternika – 13. miejsce[1].
- Mistrzostwa Świata – Eton 2006 – ósemka wagi lekkiej – 4. miejsce[1].
- Mistrzostwa Europy – Poznań 2007 – czwórka bez sternika – 7. miejsce[1].
- Mistrzostwa Europy – Ateny 2008 – czwórka bez sternika wagi lekkiej – 7. miejsce[1].